# Justin Young
Justin Young (ur. 25 lipca 1979) – amerykański maratończyk. Jego rekord życiowy pochodzi z maratonu w Rotterdamie i wynosi 2:13:54.  Brał udział w Mistrzostwach Świata (Berlin 2009), lecz nie ukończył rywalizacji. 18. zawodnik mistrzostw świata w półmaratonie (Nowe Delhi 2004).